# Maslama ibn Ahmad al-Majriti
Abū l-Qāsim Maslama b. Aḥmad al-Majriṭī (in arabo أبو القاسم مسلمة بن أحمد المجريطي‎?; Madrid, ... – 1008 o 1007) è stato un astronomo arabo-musulmano, un alchimista, matematico e astrologo in al-Andalus.
Partecipò alla traduzione del Planispherium di Claudio Tolomeo, migliorò le traduzioni esistenti del celeberrimo Almagesto, introdusse e perfezionò le tavole astronomiche di al-Khwarizmi, aiutò gli storici a usare tabelle di concordanza per convertire le date del calendario persiano sasanidi in date dell'Egira e introdusse tecniche di rilevamento topografico e di triangolazione.
Gli viene attribuita la paternità di una parte delle Epistole degli Ikhwān al-Ṣafā, anche se su questo argomento non c'è unanime consenso e appare anzi improbabile a vari studiosi. 
Gli viene anche attribuita la paternità del famoso trattato noto in Occidente col titolo di Picatrix, il cui titolo originale era in arabo ﺭﺘﺒـة ﺍﻟﺤﻜﻴﻢ‎?, Rutbat al-ḥakīm, ossia "Il grado del saggio, o del filosofo".